# Groß-Gerau (okrug)
Groß-Gerau je okrug u njemačkoj pokrajini Hessen. Po popisu iz 2008. 253.576 stanovnika živi u okrugu površine 453,05 km².

## Gradovi i općine u okrugu
| Gradovi | Općine                                                                                           |
| --- | ------------------------------------------------------------------------------------------------ |
| 1. Gernsheim 2. Ginsheim-Gustavsburg 3. Groß-Gerau (grad) 4. Kelsterbach 5. Mörfelden-Walldorf 6. Raunheim 7. Riedstadt 8. Rüsselsheim am Main | 1. Biebesheim am Rhein 2. Bischofsheim 3. Büttelborn 4. Nauheim 5. Stockstadt am Rhein 6. Trebur |

## Vanjske poveznice
- Službena stranica (njem.)